# نافوآباد، حي رودكي
نافوبود ((الروسية: Навабадский)</link>؛ (بالطاجيكية: Навобод) </link>) هي مدينة في طاجيكستان. تقع في منطقة روداكي، إحدى مقاطعات التبعية الجمهورية. يبلغ عدد سكان البلدة 10200 نسمة (تقديرات شهر كانون ثاني 2020). تقع المدينة غرب العاصمة دوشانبي.